# Weekend (film 2011)
(Tom Cullen, Attitude, novembre 2011)
Weekend è un film del 2011 scritto e diretto da Andrew Haigh.

## Trama
Un venerdì sera Glen e Russell, due ragazzi inglesi, si incontrano in un locale gay, e tra i due nasce subito una forte attrazione. Ma quello che sembrava solo un incontro occasionale per sesso, si trasforma in qualcosa di più. Poiché lunedì Glen dovrà partire per Portland, dove ha deciso di trasferirsi, i due ragazzi vivranno un intenso week-end di sesso, chiacchiere e scambi di idee. Nonostante Glen e Russell siano molto diversi tra loro (il primo vive apertamente la sua sessualità, mentre Russell è più riservato, preferendo uniformarsi alle istituzioni della società eteronormativa), tra loro nasce un tenero sentimento che li aiuterà a dare un senso alle proprie vite.

## Produzione
Weekend è il secondo lungometraggio del regista Andrew Haigh. È stato prodotto dalla Glendale Picture Company con The Bureau, e co-prodotto con la Synchronicity Films attraverso il sostegno della EM Media (un'organizzazione di finanziamento regionale delle Midlands Orientali). Il film è stato girato – seguendo la cronologia della storia – in 17 giorni a Nottingham, con un budget inferiore alle 120.000 sterline.

## Distribuzione
La pellicola è stata proiettata in anteprima mondiale al South by Southwest festival nel 2011 vincendo l'Emerging Visions Audience Award, assegnato dal pubblico. In quell'occasione, i produttori hanno siglato un accordo per la distribuzione del film in Nord America attraverso la Sundance Selects di proprietà del canale televisivo via cavo IFC.
Il film è stato proiettato nel corso di altri festival cinematografici americani vincendo svariati premi (tra gli altri, il Gran Premio della Giuria e il premio al Migliore Attore al Nashville Film Festival, e il Gran Premio della Giuria all'Outfest di Los Angeles). A New York, il film ha aperto il BAMCinemaFest durante il quale A.O. Scott del New York Times lo ha definito «perfettamente realizzato, una corroborante e moderna esplorazione del sesso, dell'intimità e dell'amore».
La prima europea ha avuto luogo al Festival internazionale del cinema di Karlovy Vary (nella Repubblica Ceca) nel giugno 2011 prendendo parte alla competizione "Forum of Independents". In seguito è stato proiettato durante altri festival europei come il Festival internazionale del film di Roma, il Flanders International Film Festival di Gand (dove il film ha vinto lo "Youth Jury Award") e il Dinard British Film Festival (durante il quale il regista ha vinto un premio come Menzione Speciale).
La prima inglese ha avuto luogo nel mese di ottobre 2011 al London Film Festival, durante il quale i due attori protagonisti, Tom Cullen e Chris New, hanno ottenuto la nomination come "Miglior Attore Britannico Emergente". Il film è stato distribuito nel Regno Unito nel novembre 2011 dalla Peccadillo Pictures.
In seguito, il film è stato distribuito in altri paesi europei come la Germania, la Francia, i Paesi Bassi, la Scandinavia e la Polonia e, nel 2016, in Italia. Su scala internazionale, la pellicola è arrivata nelle sale dell'Australia, della Nuova Zelanda e del Brasile.
Negli Stati Uniti, il film è stato distribuito dalla Sundance Selects nel settembre 2011.
Nel corso del 2011, il film ha ottenuto più di 20 riconoscimenti internazionali tra cui due premi al British Independent Film Awards (Miglior Esordiente a Tom Cullen e Migliore Produzione) e 2 nomination ai London Critics Circle Film Awards (durante il quale Andrew Haigh ha vinto il premio come Miglior Regista Britannico). Il film ha inoltre ricevuto recensioni positive da varie pubblicazioni internazionali come il New York Times, il Chicago Tribune, il Telegraph, l'Independent, Film Comment, Sight & Sound, Indiewire, Salon, Slate, A.V. Club e Total Film.

### Distribuzione in Italia
A cinque anni dalla sua uscita ufficiale, la Teodora Film annuncia la distribuzione del film (in lingua originale sottotitolato) nei cinema italiani per il 10 marzo 2016.
Alla vigilia della sua uscita italiana, la Teodora Film rivela che il film esce in sole 10 sale - tutte al nord, tranne una a Roma - a causa del giudizio negativo assegnato dalla Commissione nazionale per la valutazione dei film della Conferenza Episcopale Italiana (che preclude molte sale del circuito d'essai, spesso gestite dalle parrocchie) che ha giudicato il film come "Sconsigliato/Non utilizzabile/Scabroso", riconducendolo a due sole tematiche: droga e omosessualità. La critica e la stampa hanno valutato negativamente il giudizio e l'azione svolta dalla CEI, sostenendo che essa delinea una vera e propria «censura che sfugge al controllo dello Stato». Difatti, al di là delle Sale della Comunità, ovvero quelle ecclesiastiche, anche i cinema a gestione laica hanno l'obbligo di attenersi alle indicazioni della Commissione, la quale può «quindi impedire la proiezione di film che sono già passati al vaglio dei controlli del Ministero dei Beni Culturali». Anche il regista e i protagonisti del film hanno aspramente criticato la censura da parte della CEI attraverso alcuni tweet: Andrew Haigh ha ironicamente ringraziato il Vaticano per la sua guida morale, Tom Cullen ha bollato tale giudizio come «triste», mentre per Chris New la valutazione della CEI è stato conferita da un «gruppo di vergini».
Nonostante il parere negativo della CEI e la distribuzione ridotta a poche sale, nei primi quattro giorni di programmazione, il film ha incassato circa 57.000 euro totalizzando 7.972 spettatori paganti e registrando il tutto esaurito in alcuni cinema («a Roma, la sala 1 del cinema "Quattro Fontane" ha totalizzato oltre 16.000 euro al botteghino nel fine settimana, diventando la prima sala per incasso della città, multiplex compresi»). Il successo del film ha permesso alla Teodora di estendere le programmazioni in 24 sale, tra cui Firenze, Napoli e Bari.

## Critica
Secondo la pagina di Rotten Tomatoes ad esso dedicata, il film di Haigh ha ricevuto un punteggio medio di 8/10 (corrispondente al 95% delle recensioni positive da parte della critica). Le votazioni positive complessive del pubblico, invece, sono pari all'86% (con un punteggio medio di 4.1/5).
Il film è stato spesso paragonato ad altre pellicole: a Prima dell'alba e Before Sunset - Prima del tramonto di Richard Linklater (per l'atmosfera, i dialoghi e la struttura "two-hander"), a Sabato sera, domenica mattina di Karel Reisz (con il quale condivide gli stessi paesaggi urbani delle Midlands Orientali e un tipo di realismo sociale denominato "Kitchen Sink"), e soprattutto a Breve incontro di David Lean (per via della love story impossibile, nonché per la comunanza della scena finale girata in una stazione ferroviaria).
Buona parte della critica ha sottolineato l'universalità della storia raccontata, evitando di etichettare la pellicola come semplice "film gay". Lo stesso Haigh ha affermato che «il film è incentrato su due personaggi che cercano di capire chi sono e cosa vogliono dalla vita, come riescono a mostrarlo al mondo e ad adattarsi all'ambiente circostante. Questi problemi non riguardano solo l'essere gay, ma come ciascuno di noi si definisce, sia in pubblico che in privato». Così impostato, quindi, il film «annulla la percezione dei soggetti come genere e si eleva a simbolo dell'amore come incontro di anime lungo cammini separati». In definitiva, «il film analizza l'idea che incontrare qualcuno di nuovo – non ultimo un potenziale partner – significa anche riconsiderare la propria persona, modellare e perfezionare il sé che si desidera proiettare. Una storia di innamoramento che è anche un racconto di identità e autodefinizione». Roger Ebert – per il quale Weekend è in definitiva «un film intelligente, sensibile, perspicace, con attori molto adatti al dialogo. Un film che sottolinea la difficoltà di creare connessioni fuori dalle nostre scatole personali di tempo e spazio» – sottolinea che «alcuni aspetti del film riguardano l'omosessualità, ma non siamo davanti ad un "film gay". La maggioranza delle persone può identificarsi con Russell e Glen. Questo perché alcuni di noi sono più aperti, altri più circospetti. Alcuni si fidano con facilità, altri in maniera più graduale. Alcuni di noi fingono di essere chi pensiamo "dovremmo" essere, e lo fanno talmente bene che anche gli amici più vicini non sanno chi siamo davvero».
Dana Stevens di Slate scrive che «non ci sono film sui rapporti d'amore, che siano etero o gay, così attenti ai dettagli di un moderno corteggiamento. [...] Il risultato di Andrew Haigh è semplice ma significativo: ha creato una storia d'amore decisamente controllata che risulta essere divertente senza battute e romantica senza essere smielata. Non rivelerò – prosegue la Stevens – se Russell e Glen avranno il loro happy ending, ma affermo che nelle intense scene finali, Weekend offre una gioiosa visione di quello che il soddisfacimento romantico possa essere».
Per Michael O'Sullivan del Washington Post, «Haigh gira il film come se fosse uno spione. La traballante macchina da presa in spalla, insieme a riprese fatte attraverso delle staccionate o in mezzo alla gente – nonché i fitti dialoghi di Glen e Russell, talvolta biascicati – conferisce a Weekend un'atmosfera voyeuristica, come se stessimo ascoltando e scoprendo qualcosa di privato, ma di eccitante e nuovo. In effetti, Glen e Russell stanno scoprendo qualcosa, e non solo l'uno con l'altro, ma di loro stessi. Sono quelle rivelazioni – una sorta di denudamento ma in un modo meno preciso – che fanno di questo Weekend un weekend da ricordare».
Per il Chicago Tribune, l'atmosfera di Weekend, «ricorda il milieu sociale realista dei film di Andrea Arnold (Red Road, Fish Tank), ma Haigh conferisce al suo film ritmi imprevedibili e momenti rivelatori, con un occhio sempre rivolto all'onestà dei dettagli». E conclude che, «se questo piacevole film offre una tesi o una morale, essa è molto semplice. Una vita più aperta, più appassionata e fortemente integrata nutre l'anima non meno dell'aria o dell'acqua. O del caffè il mattino dopo», con un chiaro riferimento a due scene del film.
Romain Titeux de Les Inrockuptibles afferma che, attraverso «piccole cose, che siano una colazione, lo scambio di numeri telefonici o delle confessioni fatte a tarda ora sotto l'effetto dell'alcol, Haigh crea un mélo travolgente. Sul fronte del realismo sociale, il cinema inglese assume spesso l'aria da "sbruffone" attraverso attori incredibili pieni di precisione e tecnicismo. In questo caso, ci offre invece qualcosa di semplice e umile come non si vedeva da tempo dall'Oltremanica».
Kenneth Turan, critico cinematografico per il Los Angeles Times, sottolinea «le eccezionali performance dei due attori. Il loro lavoro è sfumato, delicato e profondamente sentito sin dal primo istante in cui li vediamo». Altri critici sottolineano il valore dell'interpretazione dei due attori protagonisti. Joe Leydon di Variety sostiene, per esempio, che «Cullen e New sviluppano uno scambio credibile e coinvolgente, sia che parlino di matrimoni gay, che si confidino su aspirazioni a lungo represse o, nella scena più divertente del film, che discutino dell'appeal omoerotico di Rupert Graves in Camera con vista. C'è un'essenza perfettamente realistica nell'unione dei loro personaggi alla fine della pellicola, che dà un considerevole credito sia agli attori che al regista». Weekend, scrive Jonathan Romney per l'Independent, «tratta in modo tangibile della vita reale di persone reali, e Haigh e i suoi attori ci fanno percepire il film come se stessimo ascoltando di nascosto una coppia che la macchina da presa ha casualmente scelto nella folla. I due protagonisti sono straordinari: il dubbioso ma cordiale e divertente Russell di Cullen e il fragile e appassionato Glen di New sono magnificamente ben assortiti e condividono una chimica alla quale aspirano molte storie d'amore del grande schermo, spesso senza successo. Le scene di sesso sono tenere e suggestive e mettono in evidenza due persone che stanno bene insieme non solo perché godono l'uno del corpo dell'altro ma anche della loro compagnia». Anche per José Antonio Martín, critico cinematografico della rivista digitale "El Antepenúltimo Mohicano", «la grande forza del film sta indubbiamente nell'eccellente lavoro dei protagonisti, che non solo raggiungono una chimica impeccabile, ma si abbandonano con generosità nelle scene d'amore. Scene girate con realismo e buon gusto, molto simili a quelle tra Eusebio Poncela e il leggendario Antonio Banderas in La legge del desiderio (1986) di Pedro Almodóvar. Niente nelle loro performance sembra scritto a tavolino, si mettono a nudo dentro e fuori, a beneficio della forte profondità emotiva del film. Lo spettatore riesce immediatamente a legare con i due personaggi (molto ben scritti), diventando partecipe dei loro continui cambiamenti di umore, delle loro speranze e delle loro paure».
In Italia, dove il film è rimasto inedito per cinque anni, critici e giornalisti hanno potuto scriverne soprattutto durante festival e rassegne ai quali è stato invitato. Nel corso del Festival internazionale del film di Roma del 2011, dove la pellicola viene presentata nella sezione "Occhio sul Mondo", Silvestro Capurso di "Eclipse Magazine" scrive che «più che verosimile, Weekend è un film vero, reale più che realista. [...] [Un] film tagliente e lucido, agrodolce come la vita di tutti i giorni». In occasione del Festival Mix di Milano del 2012 (sul cui programma si legge: «Andrew Haigh ci racconta con sapiente precisione i tempi, i silenzi, gli imbarazzi e le scoperte di quella volta che, sarà successo anche a voi, una banale one night stand, esplode travolgendosi tutto il nostro piccolo mondo antico. [...] Dialoghi bergmaniani per interno londinese»), Simone Rovellini di Rolling Stone scrive: «All'inizio disturba l'evidente natura low budget del film, con una fotografia che fa grande affidamento sulla Canon 5D e veicola così un'estetica fatta di fuori fuoco voluti ma non troppo, tipica ormai della produzione di qualsiasi filmmaker indipendente. Ma con il procedere della storia, anche questo che può sembrare un difetto diventa funzionale alla natura di un film perfettamente calato nella realtà contemporanea e autentica che racconta, e allo stesso modo risultano perfette la regia in camera a mano e la scelta di non utilizzare nessuna colonna sonora se non la musica contestuale alla narrazione». Roberto Rippa di "Rapporto Confidenziale", rivista digitale di cultura cinematografica, ritiene Weekend «uno tra i film più riusciti sul tema dell'amore, mostrato attraverso le sue tortuosità, e sull'accettazione di sé nel senso più ampio del termine, compresa la rinuncia a difese e resistenze di fronte ad un'altra persona». In più, «la naturalezza della messa in scena e la sua ambientazione fortemente realistica, fanno del film un'opera coinvolgente e sincera». «È infine una storia d'amore tra le più credibili apparse sul grande schermo da molto tempo a questa parte, tanto da non fare apparire stonato il paragone con un grande classico come Breve incontro (David Lean, 1945), citato da molta critica»
.

## Premi
- Premio Volunteer al Frameline 2011
- Premio della Giuria all'Outfest 2011
- Premio del pubblico all'SXSW 2011
- British Independent Film Awards 2011: 
  - Miglior esordiente (Tom Cullen)
  - Miglior produzione
- London Critics Circle Film Awards 2012: miglior regista britannico esordiente
- Dorian Awards 2012: 
  - Miglior film dell'anno
  - Miglior film a tematica LGBTQ dell'anno